# 조롱이
조롱이(영어: Japanese sparrowhawk, 학명: Tachyspiza gularis 타크히스피자 굴라리스[*])는 수리목 수리과의 새 중 하나다. 몸의 길이는 암컷은 30 cm이며, 26 cm인 수컷보다 다소 크다. 수컷은 등이 짙은 회색빛을 띄고, 머리 뒤에 흰색 무늬가 있다. 암컷은 잿빛이 도는 검은 갈색이다. 암컷은 사냥매로 기르기도 하며, 한국, 중국, 인도, 대만 등지에 분포한다. 새 또는 곤충 따위를 잡아먹으며, 단독 생활을 한다. 산란시기는 5월경으로, 보통 2~6개의 알을 낳아 30일가량 품는다. 알은 전체적으로 엷은 푸른빛을 띈 흰색으로, 고동색의 불규칙적인 얼룩 무늬가 있다.
대한민국에서는 멸종위기 야생생물 Ⅱ급으로 지정해 보호하고 있다.